# The Ching
Der The Ching ist ein Wasserlauf in Essex und dem London Borough of Waltham Forest. Er entsteht als Abfluss des Connaught Water im Epping Forest und fließt in südlicher Richtung im Osten von Chingford, wobei er die Grenze zwischen Essex und dem London Borough of Waltham Forest bis zum Woodford Golf Club bei Chingford Hatch bildet. Südlich des Bahnhofs Higham Park wendet der The Ching sich nach Westen und mündet am nördlichen Ende des Banbury Reservoir in den River Lea.